# Дженовіно
Дженовіно (італ. genovino) — золота монета, що карбувалась в Генуезькій республіці з 1252 по 1415 роки. Також зустрічається написання Ґеновіно.

## Історія
Надходження африканського золота транссахарськими караванними шляхами до Магрибу, а далі до Західної Європи, дозволило середньовічним італійським республікам — Флоренції та Генуї розпочати в XIII столітті карбування власних золотих монет.

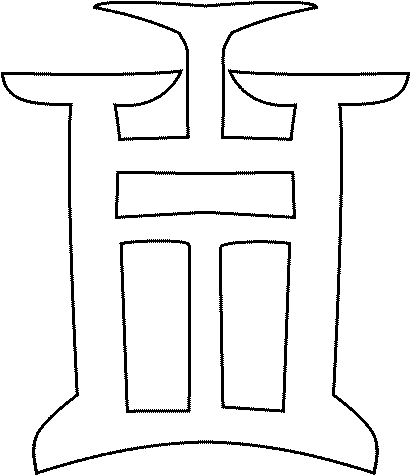
Схематичне зображення «замкової брами» (IANUA) на дженовіно

Дженовіно вперше було випущено в Генуї в 1252 році, незадовго до випуску золотих флорентійських флоринів, і карбувалось до 1415 року. Одночасно з повновісним дженовіно, також карбували золоті монети з номіналом  1/4 (квартарола) та 1/8 (оттавіно) дженовіно .
Монета мала вагу 3,49 г (0,112 унції), 24 карати (тобто чисте золото), а її діаметр становив приблизно 20 мм. На аверсі було зображено браму вежі або замку, типове зображення для середньовічних генуезьких монет, а навколо напис + IANUA, що означає «брама» на латині, та перегукується з назвою міста, і який вже використовувався в попередніх грошових одиницях міста.
Після 1339 року, з часів першого генуезького дожа Симоне Бокканегра, посилання на дожа починалася з напису: X DVX IANVENSIVM PRIMVS.